# Federico Fratini
Federico Fratini (Terni, 15 febbraio 1828 – Terni, 6 novembre 1877) è stato un patriota e politico italiano.

## Biografia
Di famiglia aristocratica originaria di Visso in Valnerina, all'inizio dell'Ottocento il padre di Federico Fratini, Francesco, fu nominato governatore pontificio di Orte e vi si stabilì. Dalle nozze con la contessa Maria Luisa Alberti nacque nel 1828 Federico Fratini. Partecipò giovanissimo alla difesa della Repubblica Romana, e dopo la sua caduta organizzò l'accoglienza di Giuseppe Garibaldi a Terni. Il nobile Fratini, capo dei cospiratori cittadini, nel 1853 fu nominato da Aurelio Saffi nel ruolo di Commissario per l'insurrezione dell'Umbria ma la tentata insurrezione fu stroncata. Arrestato nel 1855, scontò fra Spoleto, Roma e Paliano circa 13 anni di carcere.
In carcere conobbe il grande patriota Giuseppe Petroni col quale condivise la durezza del carcere pontificio, diventandone intimo amico. Uscito di prigione dopo 13 anni, partecipò ai moti risorgimentali per la presa di Roma e sposò, ormai già in tarda età, la figlia di Giuseppe Petroni, Erminia. Fu in corrispondenza anche con Giuseppe Garibaldi e con Giuseppe Mazzini. La notte del 20 ottobre 1867 parte da casa Fratini la sfortunata spedizione dei fratelli Cairoli volta alla liberazione di Roma. Dopo l'unità d'Italia ricopre la carica di consigliere comunale a Terni.

## Titoli Nobiliari
Patrizio di Visso (di antica data),
Nobile di Orte,
Conte Palatino (personale di Francesco Fratini)